# Mayu Murata
Mayu Murata (japanisch 村田 真優 Murata Mayu; * 24. Januar in Kumamoto) ist eine japanische Mangaka. Ihr erfolgreichster Manga ist das romantische Drama Honey Lemon Soda, das unter anderem ins Deutsche übersetzt und als Anime adaptiert wurde. 

## Werdegang und Werk
Muratas Debüt war die Kurzgeschichte Kimi No Hitomi Ni aus dem Jahr 2005. Es folgten zunächst viele weitere Kurzgeschichten, die auch in drei Sammelbänden erschienen. Alle ihre Geschichten wurden in Shōjo-Magazinen veröffentlicht, die sich also an jugendliche Mädchen richten. Die meisten Mangas von Murata erzählen romantische Geschichten im Schulalltag, als Komödien oder Dramen. Muratas erste lange Serie war Nagareboshi Lens aus den Jahren 2010 bis 2014. Der Manga über die erste Liebe einer Oberschülerin wurde 2012 als kurzer Fernseh-Anime sowie als Original Video Animation umgesetzt. Als nächste lange Serie startete dann 2015 Honey Lemon Soda, das in Japan mit über 10 Millionen verkauften Bänden bis 2022 zu einem Verkaufserfolg wurde. Der Manga wurde in mehrere Sprachen übersetzt, darunter seit 2025 bei Tokyopop ins Deutsche. Ebenfalls 2025 kam in Japan eine Adaption als Anime-Fernsehserie heraus. Die Geschichte dreht sich um eine Oberschülerin, die nach einem Schulwechsel hofft, dem bisherigen Mobbing entgehen zu können und dabei auf ihre erste Liebe trifft.

## Bibliografie (Auswahl)
- Kimi No Hitomi Ni (2005, Kurzgeschichte)
- Dokuro Heart (ドクロ×ハート, 2007, 1 Band, Kurzgeschichtensammlung)
- Mōsō Cinderella (妄想シンデレラ, 2009, 1 Band, Kurzgeschichtensammlung)
- In the Chocolate (イン ザ チョコレート, 2011, 1 Band, Kurzgeschichtensammlung)
- Nagareboshi Lens (流れ星レンズ, 2010–2014, 10 Bände)
- Mata Ashita (またあした, 2014–2015, 3 Bände)
- Fukashigi Closet (不可思議クローゼット, 2015, 1 Band)
- Honey Lemon Soda (ハニーレモンソーダ, seit 2015, 27 Bände)
- Honey Lemon Soda Side Stories (ハニーレモンソーダ Side Stories, 2021, 1 Band)